# Municipio de Spring Creek (condado de Norman)
El municipio de Spring Creek (en inglés: Spring Creek Township) es un municipio ubicado en el condado de Norman en el estado estadounidense de Minnesota. En el año 2010 tenía una población de 81 habitantes y una densidad poblacional de 0,87 personas por km².

## Geografía
El municipio de Spring Creek se encuentra ubicado en las coordenadas 47°26′57″N 96°23′14″O / 47.44917, -96.38722. Según la Oficina del Censo de los Estados Unidos, el municipio tiene una superficie total de 93.52 km², de la cual 93,05 km² corresponden a tierra firme y (0,51 %) 0,47 km² es agua.

## Demografía
Según el censo de 2010, había 81 personas residiendo en el municipio de Spring Creek. La densidad de población era de 0,87 hab./km². De los 81 habitantes, el municipio de Spring Creek estaba compuesto por el 93,83 % blancos, el 4,94 % eran de otras razas y el 1,23 % eran de una mezcla de razas. Del total de la población el 12,35 % eran hispanos o latinos de cualquier raza.